# Chersina angulata
La tortuga angulada (Chersina angulata) es una especie de tortuga de la familia Testudinidae que se encuentra en las zonas secas de matorrales de Sudáfrica. Esta tortuga es el único miembro del género Chersina.

## Morfología
Es una tortuga pequeña, tímida, con un caparazón relativamente variable. A menudo se pueden distinguir por sus prominentes protuberancias de su peto bajo la cabeza. Estos son utilizados por los machos para luchar por el territorio o por las hembras.

## Distribución
Su hábitat natural es la vegetación de matorral seco costero de la parte sur-occidental de Sudáfrica. Esta área de distribución natural se extiende a través de la Región Floral del Cabo, tan al norte como al sur de Namibia. Además, se han introducido pequeñas colonias por los turistas en los jardines domésticos en Swakopmund y Walvis Bay, más al norte en el centro de Namibia. También hay una colonia en la Isla Dassen, frente a las costas de Sudáfrica.

## Mantenimiento en cautividad
Esta tortuga es mantenida como mascota en el jardín en Sudáfrica. También es cada vez más amenazada por la recogida ilegal por el comercio de mascotas. Fuera de su área de distribución natural y de su clima por lo general no sobreviven bien, así que cuando se exportan al extranjero estos animales suelen morir. Esto es en parte porque se adaptan al clima seco y cálido, de tipo mediterráneo del sur de África. También, naturalmente, comen una gran variedad de plantas indígenas de Sudáfrica y, si se mantiene en un jardín, requieren una gama igualmente amplia de plantas disponibles para alimentarse. No van a mantenerse saludables si se alimentan solo de lechuga.
Esta tortuga, como la mayoría de los reptiles, también tiene que ser capaz de regular su propia temperatura, moviéndose entre los puntos de sol y sombra. Si se mantiene como una mascota, por lo tanto, necesita un gran jardín donde se puede calentarse, así como buscar la sombra cuando sea necesario. Se necesita un hábitat seco, ya que la humedad constante es particularmente mala para ella.